# 地球が凍りつく日
『地球が凍りつく日』（ちきゅうがこおりつくひ、原題：The Last Winter）は、2006年のアメリカ合衆国・アイスランドのSFホラー映画。ジャンルはサスペンス（スリラー）、ホラー、終末SF。ちなみに本作の舞台となるアラスカ州の愛称は"The Last Frontier"である。

## ストーリー
アラスカの大雪原に建設された、石油掘削基地。その開発計画は環境破壊を呼び、社会問題となっていた。ある日、隊員の1人が失踪。捜索の末発見されるが、「雪の中に何かを見た」という謎のメッセージを残し、男は死亡。それを境に奇怪な事件が多発し、隊員は次々と犠牲になっていく。セスナ機の墜落により、基地機能は麻痺。隊員たちは凍死の危機にさらされた。救援を呼ぶべく、雪原に踏み出したポラックとホフマン。そこで2人は、想像を超えた脅威と直面することになる。

## キャスト
- エド：ロン・パールマン
- ジェームズ：ジェームズ・レグロス
- アビー：コニー・ブリットン
- マックスウェル：ザック・ギルフォード
- モーター：ケヴィン・コリガン
- エリオット：ジェイミー・ハロルド
- チャールズ：ラリー・フェセンデン（英語版）

### 吹き替え
- エド：宝亀克寿
- ジェームズ：小森創介
- マクスウェル：高橋研二
- アビー：松熊つる松
- エリオット：三上哲
- モーター：ふくまつ進紗
- その他の声の吹き替え：長島真祐／新田万紀子／志村貴博／藤吉浩二／北沢力／瑚海みどり

## スタッフ
- 監督：ラリー・フェセンデン
- 脚本：ラリー・フェセンデン、ロバート・リーヴァー
- 製作：ラリー・フェセンデン、ジェフリー・レヴィ=ヒント
- 製作総指揮：ジャンヌ・レヴィ=ヒント、シガージョン・サイヴァッツォン
- 編集：ラリー・フェセンデン
- 音楽：ジェフ・グレイス
- 撮影監督：G・マグニ・アグストソン
- 美術：ハルフダン・ペダーセン
- 衣装：ヘルガ・I・ステファンストットル
- クリーチャーデザイン：ブラーム・レヴェル
- 特殊メイク：ステファン・ジョーゼン・アグストソン
- 視覚効果監修：グレン・マクウェイド
- 第二班監督：グレン・マクウェイド
- タイトルデザイン：グレン・マクウェイド
- サンクス：ギレルモ・デル・トロ

## 各国のレイティング
- アメリカ：未審査
- 日本：未審査
- イギリス：15
- ドイツ：16
- デンマーク：16
- オーストラリア：M（15歳以上推奨）
- カナダ：18A（18歳未満要保護者同伴）